# مرتضی
مرتضی نامی عربی برای مردان است که به معنای پسندیده، بخشاینده و گزیده است و از افراد مشهور با این نام می‌تواند به موارد زیر اشاره کند:
- علی بن ابی‌طالب امام اول شیعیان
- مرتضی پاشایی خواننده، نوازنده، تنظیم کننده و آهنگساز ایرانی
- مرتضی (خواننده)، خواننده ایرانی
- سید مرتضی علم‌الهدی از علمای شیعه ایرانی
- سید مرتضی عسکری پژوهشگر تاریخ اسلام ایرانی
- سید مرتضی آوینی فیلم‌ساز ایرانی
- مرتضی انصاری مرجع تقلید شیعه ایرانی
- مرتضی مطهری روحانی شیعه ایرانی
- مرتضی تهرانی مجتهد شیعه ایرانی
- مرتضی حیدری مجری و گوینده ایرانی
- مرتضی احمدی صداپیشه، خواننده و بازیگر
- مرتضی احمدی هرندی کارگردان و فیلم نامه نویس ایرانی
- مرتضی کاظمیان روزنامه‌نگار، نویسنده و فعال سیاسی
- مرتضی ضرابی بازیگر و چهره پرداز ایرانی
- مرتضی پورصمدی عکاس و مدیر فیلمبرداری ایرانی
- مرتضی حنانه موسیقی دان و آهنگساز ایرانی
- مرتضی محجوبی نوازندهٔ ایرانی
- مرتضی عبدالرسولی موسیقی دان، خوشنویس و استاد ادبیات اهل ایران
- مرتضی تمدن سیاستمدار ایرانی
- مرتضی بختیاری سیاستمدار ایرانی
- مرتضی خان زند
- مرتضی مرعشی پادشاه مرعشیان تبرستان
- مرتضی آقاتهرانی سیستمدار ایرانی
- مرتضی فنونی‌زاده بازیکن فوتبال ایرانی
- مرتضی اسدی (بازیکن فوتبال)، بازیکن فوتبال اهل ایران
- مرتضی اسدی (نقاش)، نقاش معاصر اهل ایران.
- مرتضی محجوب بازیکن شطرنج
- مرتضی ابراهیمی بازیکن فوتبال ایرانی
- مرتضی قریب، پژوهشگر ایرانی
- مرتضی زارع بازیگر و گوینده ایرانی
- مرتضی پورعلی‌گنجی بازیکن فوتبال ایرانی